# イーストポイント (ジョージア州)
イーストポイント（East Point）は、アメリカ合衆国ジョージア州のフルトン郡にある都市。人口は3万8358人（2020年）。アトランタの中心部から南に12キロメートルに位置している。アトランタ国際空港に近い。

## 歴史
1853年に鉄道が開通したことを契機に工業都市として発展した。繊維、肥料、金属製品などを生産した 。しかし鉄道の衰退とともに経済活動も停滞期に入った。1986年にアトランタの地下鉄レッドラインが市内に延伸して以降はベッドタウンへの転換が進められている。
市内の住宅価格はアトランタより格段に安いが、治安は良くない 。

## 人種構成
2020年アメリカ合衆国国勢調査によると市の人口の76パーセントはアフリカ系アメリカ人である。

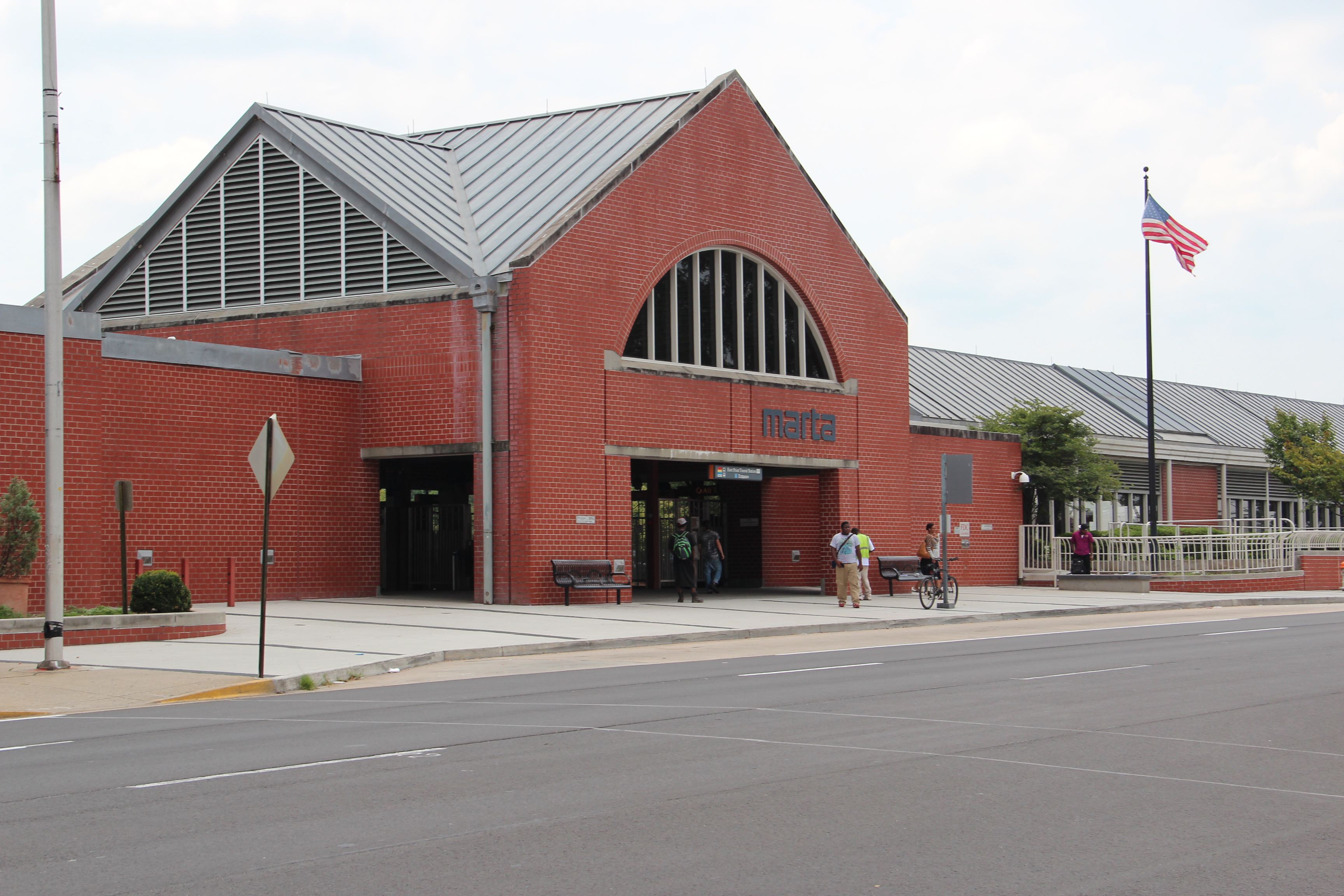
イーストポイント駅